# Pacy Vallée-d'Eure
Pacy Vallée-d'Eure Football byl francouzský fotbalový klub sídlící v obci Pacy-sur-Eure. Klub byl založen v roce 1932, zanikl v roce 2012 díky dluhům ve výši 300 000 €.

## Umístění v jednotlivých sezonách
| Sezóny  | Liga                    | Úroveň | Z  | V  | R  | P  | VG | OG | +/- | B  | Pozice |
| ------- | ----------------------- | ------ | -- | -- | -- | -- | -- | -- | --- | -- | ------ |
| 2007/08 | Championnat CFA – sk. A | 4      | 34 | 19 | 8  | 7  | 51 | 31 | +20 | 96 | 1.     |
| 2008/09 | Championnat National    | 3      | 38 | 13 | 13 | 12 | 41 | 42 | -1  | 52 | 8.     |
| 2009/10 | Championnat National    | 3      | 38 | 17 | 9  | 12 | 60 | 41 | +19 | 60 | 5.     |
| 2010/11 | Championnat National    | 3      | 40 | 13 | 8  | 19 | 41 | 47 | -6  | 45 | 14.    |
| 2011/12 | Championnat CFA – sk. D | 4      | 34 | 10 | 9  | 15 | 34 | 50 | -16 | 73 | 14.    |